# سية كلان
سية كلان هي قرية في مقاطعة ورزقان، إيران. عدد سكان هذه القرية هو 471 في سنة 2006.